# El duque
El duque (The Duke) es una película anglocanadiense de 1999 dirigida por Philip Spink.

## Argumento
Cuando el duque del condado fallece será Hubert, su perro, quien asuma el poder total del lugar. Pero no todos estarán de acuerdo, pues el sobrino del difunto gobernante y su esposa harán todo lo posible por tomar el mando. Mientras tanto, Hubert hará realidad sus más grandes aventuras en compañía de su mejor amiga Charlotte (Courtnee Draper) y el mayordomo Clive (James Doohan).

## Reparto y doblaje
| Personaje       | Actor original  | Doblaje de México | Doblaje de Miami  |
| --------------- | --------------- | ----------------- | ----------------- |
| Cecil Cavendish | Oliver Muirhead | Gerardo Reyero    | Eduardo Wasveiler |
| Florian         | Jeremy Maxwell  | Salvador Nájar    | ¿?                |
| Shamela Stewart | Sophie Heyman   | Mónica Manjarrez  | ¿?                |
| Abogado         | ¿?              | Gabriel Pingarrón | ¿?                |

### Voces adicionales (Miami)
- Manolo Coego